# Les Voraces (bande dessinée)
Pour les articles homonymes, voir Les Voraces.
Les Voraces est une série de bande dessinée franco-belge humoristique créé en 1986 par Glem et Raoul Cauvin dans le no 2491 du journal Spirou. Elle met en scène une bande de vautours dans leur vie quotidienne.

## Synopsis

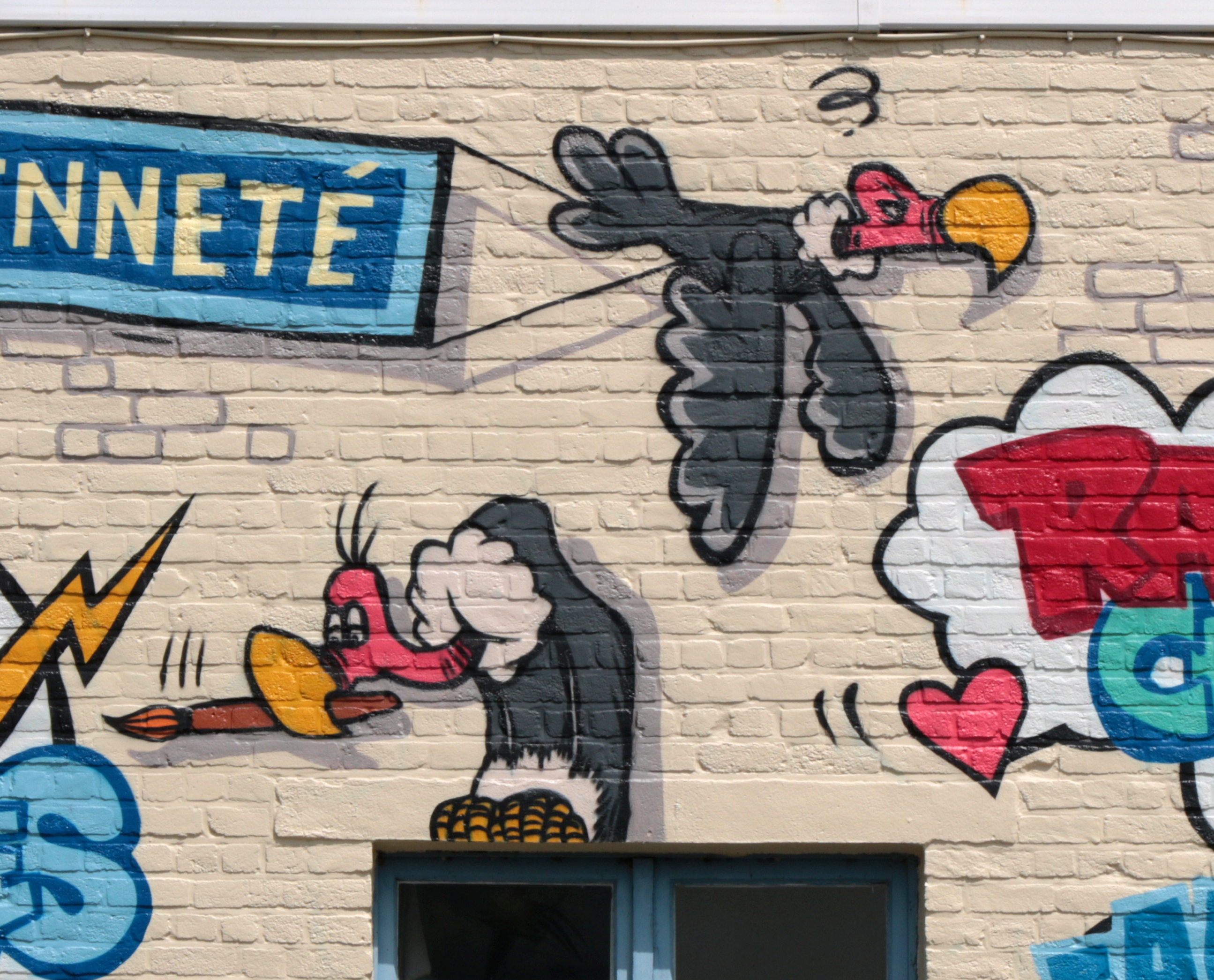
Les Voraces peints durant le festival de street art Fresh Paint OLLN sur la façade de la Maison de la Citoyenneté à Ottignies.

La série a pour thème les vautours. Elle suit le quotidien d'une bande qui philosophie sur l'existence et surtout attendent que la mort frappe pour s'attaquer aux restes laissés par les autres prédateurs dans la savane.

## Historique
La série est créée par Glem et Raoul Cauvin en 1986 dans le no 2491 du journal Spirou. Dans la lignée de Pierre Tombal et des Femmes en blanc, Raoul Cauvin scénarise une nouvelle série d'humour noir, le dessinateur Glem a lui passé seize ans en Afrique et a pu observer des vautours dans leur milieu naturel. La série est régulièrement publiée dans Spirou sous forme de court gag d'une demi-planche et d'histoire complète. À partir de 1988 la série est publiée sous forme de pages de jeux intitulée Les Voraces et les coriaces. À partir de l'année suivante les éditions Dupuis publie la série sous forme d'album.

## Personnages
Les personnages principaux sont les vautours Melchior et Balthazar. Le premier est un intellectuel traditionaliste, alors que le second est plus fou. Ils sont accompagnés par Mimile, le vautour qui n'a qu'un objectif, celui de trouver son prochain repas, par l'épouse de Balthazar, qui est une chouette et par Yvo, leur fils moitié vautour et moitié chouette.

## Publication

### Albums
Le premier album de la série sort en 1989 aux éditions Dupuis et s'intitule Les voraces se décarcassent. La même année sort le deuxième album intitulé Les yeux dans les œufs. L'année suivante sort le troisième album intitulé Les voraces dans la mélasse et l'année d'après sort le quatrième album intitulé Les voraces éboueurs du ciel. Le cinquième et dernier album sort en 1994 et s'intitule Les voraces volent au vent.

### Revues

#### Les Voraces
La série est publiée pour la première fois en 1986 dans le no 2491 du journal Spirou. Lors de cette année la série est publiée trente-sept fois sous forme de gag et deux fois sous forme d'histoire complète de six planches, de plus elle fait la couverture du no 2538. L'année suivante elle est publiée vingt-six fois sous forme de gag, deux fois sous forme d'histoire complète de deux planches, deux fois sous forme d'histoire complète de trois planches et deux fois sous forme d'histoire complète de quatre planches. Lors de l'année 1988 elle est publiée vingt-neuf fois sous forme de gag et une fois sous forme d'histoire complète de quatre planches, de plus elle fait la couverture d'un numéro. L'année suivante elle est publiée vingt-cinq fois à chaque fois sous forme de gag. En 1990, elle est publiée trente-six fois sous forme de gag et sous forme d'histoire complète, deux fois sur deux planches, deux fois sur trois planches et une fois quatre planches. L'année suivante elle est publiée quarante-six fois sous forme de gag, une fois sous forme d'histoire complète de deux planches et une fois sous forme d'histoire complète de quatre planches. L'année suivante elle est publiée trente-huit fois sous forme de gag et une fois sous forme d'histoire complète de deux planches. En 1993, c'est trente-six fois qu'elle est publiée sous forme de gag. La publication décline totalement dès l'année suivante puisqu'elle n'est publiée qu'une seule fois sous forme de gag, puis trois fois deux ans plus tard. L'ultime parution a lieu dans le no 3061.

#### Les Voraces et les coriaces
En 1988, la série est déclinée sous forme d'une planche de jeux humoristique animée par les mêmes vautours, sous le titre Les Voraces et les Coriaces. La première parution a lieu dans le no 2618. La même année est publiée treize autres jeux. L'année suivante, elle est publiée vingt-six fois. En 1990, elle est publiée trente-sept fois, trente-et-une fois l'année d'après, dix-sept fois en 1992, vingt-huit fois en 1993, vingt-trois fois en 1994, puis seulement deux fois l'année suivante. L'ultime parution a lieu dans le no 2973.